# Phyllodonta angulo
Phyllodonta angulo är en fjärilsart som beskrevs av Herrich-Schäffer 1856. Phyllodonta angulo ingår i släktet Phyllodonta och familjen mätare. Inga underarter finns listade i Catalogue of Life.